# Elasmothemis kiautai
Elasmothemis kiautai – gatunek ważki z rodziny ważkowatych (Libellulidae). Występuje na terenie Ameryki Południowej.